# Andreu Sotorra
Andreu Sotorra Agramunt (Reus, Bajo Campo, Cataluña, 28 de junio de 1950) es un autor español de novelas, narraciones y literatura infantil y juvenil en lengua catalana.

## Biografía
Ha cursado estudios de Filología Catalana y Periodismo. Reside y trabaja en Barcelona. Ha publicado más de treinta y cinco libros en lengua catalana –la mayoría novela breve y cuento–, algunos en constante reedición, todos escritos en el refugio La Vinyeta en Duesaigües (Bajo Campo). Ha obtenido una treintena de premios literarios de narrativa breve y de novela, y el premio "Trajectòria" por el conjunto de su obra de crítica literaria. Ha sido traducido al castellano, euskera, gallego e italiano. Es pionero en la publicación en catalán de novelas en soporte digital en Internet, y algunos de sus libros se están reeditando también en soporte e-book. Es periodista cultural de prensa escrita y radio, especializado en teatro y crítica literaria. Además, participa como autor en coloquios con grupos de lectores de escuelas de primaria, institutos de secundaria y bibliotecas públicas en la red de programas de fomento de la lectura . 
También es webmaster de las revistas Bit de Cultura, Estiraboli, Cornabou y Vinyeta Literària publicadas en internet.

## Obra literaria

### Libros infantiles y juveniles
- Els Patafis d'un patagó (1984)
- Griot i Alda (1989)
- On és Berna, Ilse? (1992)
- La Filla del ral.li (1995)
- Kor de Parallamps (2003) (Cast. Eusk. Gal.)
- Tximistorratzeko kukua (2003)
- Els silencis de la Boca de la Mina (2007)
- Matar l'aranya... i molt més! (2016)
- La terra de les Dones dels Ulls Mòbils (2017)
- Els Jocs Olímpics d'Hivern de l'alcalde Varaflorida (2017)
- UM, a punt per volar! (2017)

### Novelas cortas y otras obras
- No s'hi invita particularment (1979)
- A l'ombra de la Saloquia (1981)
- Ofici de conteste (1983)
- Carboni 14 (1986)
- L'assassí viu a Bellvitge (1987)
- Pell de llangardaix (1988)
- El tren de la llet (1992)
- Servei de protocol (1992)
- El coronel de cala Gestell (1993)
- El club dels caps rapats (1993)
- Nyatiti, la filla del clan (1993)
- La medalla (1993)
- Alabatxitxau! (1993)
- Allò que Atlanta s'endugué (1993)
- El violinista de secà (1993) (Ital.)
- La primera foto (1994)
- Lez dentz del Quel (1994)
- Bessons, gatons i polissons (1996)
- Geganter i contrabandista (1996)
- Castell de Nines (1998)
- Llàgrimes de rovell (2000)
- Carezza en W (2000)
- Llavor d'estiraboli (2016)
- Polaroid (2016)
- El màrqueting de la Berlinesa (2017)
- L'ou dels lepidòpters no és petit (2017)
- Ran de mur (2017)
- Comencem, va dir ella (2017)
- A lloguer o noli (2017)

## Premios recibidos
- 1977 - Premio Puig i Ferreter, por Molt més enllà del filferro empuat.
- 1977 - Premio Cavall Fort, por Les cabanes.
- 1978 - Premio Cassà de la Selva, por Amb l’empremta de les pues glaçades.
- 1979 - Premio Recull, por No s'hi invita particularment
- 1979 - Premio Rafael Comenge
- 1979 - Premio Riba Escorxada
- 1980 - Premio L'Alcúdia de Carlet
- 1982 - Premio Joaquim Ruyra, por Ofici de conteste
- 1983 - Premio Joan Santamaria de novela breve, por On para ara?
- 1983 - Premio La Gent del Llamp, por Pell de llangardaix.
- 1983 - Premio Vila de Torredembarra.
- 1984 - Premio Caixa de Girona.
- 1984 - Premio Arts i Lletres, por Noli-me-tàngere.
- 1985 - Premio Marian Vayreda, por Carboni 14
- 1988 - Premio Salvador Espriu.
- 1992 - Premio Ediliber, por El tren de la llet
- 1992 - Premio El Vaixell de Vapor, por La medalla
- 1992 - Premio de cuentos Lola Anglada, por Nyatiti, la filla del clan
- 1997 – Premio Ciutat de Mollerussa, por Castell de nines.
- 2003 - Premio Edebé de Literatura Infantil y Juvenil,  por Kor de Parallamps
- 2007 - Premio Trayectoria, otorgado por el Consell Català del Llibre per a Infants i Joves (CLIJCAT) en el 25 aniversario de su creación, por su labor en favor de la difusión de la literatura infantil y juvenil.
- 2022 - Lista de Honor de la Literatura Infantil y Juvenil Catalana, a propuesta del IBBYcat (International Board on Books for Young People).